# Aprevalia
Aprevalia é um género botânico pertencente à família Fabaceae.
A autoridade do género é Baill., tendo sido publicado em Bulletin Mensuel de la Société Linnéenne de Paris 1: 428. 1884.